# Чемпіонат Європи з фігурного катання 2025
Чемпіонат Європи з фігурного катання 2025 року — змагання з фігурного катання серед представників європейських країн, яке пройшло з 28 січня по 2 лютого 2025 року на «Tondiraba Ice Hall» в Таллінні, Естонія. Медалі розіграли в чоловічому одиночному катанні, жіночому одиночному катанні, парному катанні та танцях на льоду.

## Місце проведення
Спочатку планувалося провести чемпіонат в Загребі, Хорватія, однак Федерація фігурного катання Хорватії відмовилася через «непередбачені обставини».

## Кваліфікація

### Вік і мінімальні вимоги TES
Змагання відкриті для фігуристів з усіх європейських країн-членкинь Міжнародного союзу ковзанярів. Відповідним змаганням для неєвропейських фігуристів є Чемпіонат чотирьох континентів 2025 року.
Фігуристи мають право брати участь у Чемпіонаті Європи 2025 року, якщо їм виповнилося 17 років до 1 липня 2024 року та вони виконали мінімальні вимоги щодо оцінки технічних елементів. ISU приймає бали, якщо вони були отримані на міжнародних змаганнях старшого рівня, визнаних ISU, протягом поточного сезону до крайнього терміну подання заявки або протягом безпосередньо попереднього сезону.
| Дисципліна     | Загальний бал за елементи |
| -------------- | ------------------------- |
| Чоловіки       | 86                        |
| Жінки          | 75                        |
| Пари           | 75                        |
| Танці на льоду | 85                        |

### Кількість записів на дисципліну
За результатами Чемпіонату Європи 2024 року кожна європейська країна-членкиня ISU могла подати від однієї до трьох заявок на дисципліну. Росія та Білорусь залишилися відстороненими через російське вторгнення в Україну.
| Чоловіки                                             | Жінки                                           | Пари                                       | Танці                                               |
| ---------------------------------------------------- | ----------------------------------------------- | ------------------------------------------ | --------------------------------------------------- |
| Італія                                               | Бельгія Швейцарія                               | Грузія Німеччина Італія                    | Франція                                             |
| Чехія Естонія Франція Грузія Латвія Польща Швейцарія | Австрія Фінляндія Франція Грузія Італія Румунія | Велика Британія Угорщина Нідерланди Польща | Чехія Фінляндія Грузія Велика Британія Італія Литва |

## Розклад
| Дата               | Дисципліна     | Час   | Сегмент           |
| ------------------ | -------------- | ----- | ----------------- |
| Середа, 29 січня   | Пари           | 13:00 | Коротка програма  |
| Середа, 29 січня   | Жінки          | 17:00 | Коротка програма  |
| Четвер, 30 січня   | Чоловіки       | 13:10 | Коротка програма  |
| Четвер, 30 січня   | Пари           | 19:00 | Довільна програма |
| П'ятниця, 31 січня | Танці на льоду | 12:30 | Ритм-танець       |
| П'ятниця, 31 січня | Жінки          | 18:00 | Довільна програма |
| Субота, 1 лютого   | Танці на льоду | 13:00 | Довільний танець  |
| Субота, 1 лютого   | Чоловіки       | 18:00 | Довільна програма |
| Неділя, 2 лютого   | Н/Д            | 15:30 | Гала-шоу          |

## Результати

### Чоловіче одиночне катання
| Місце | Фігурист                     | Країна          | Бали   | Коротка програма | Коротка програма | Довільна програма                | Довільна програма                |
| ----- | ---------------------------- | --------------- | ------ | ---------------- | ---------------- | -------------------------------- | -------------------------------- |
| 1     | Лукас Брічгі                 | Швейцарія       | 267.09 | 8                | 82.90            | 1                                | 184.19                           |
| 2     | Микола Мемола                | Італія          | 262.61 | 5                | 84.92            | 2                                | 177.69                           |
| 3     | Адам Сяо Гім Фа              | Франція         | 257.99 | 1                | 93.12            | 3                                | 164.87                           |
| 4     | Ніка Еґадзе                  | Грузія          | 243.87 | 2                | 91.94            | 8                                | 151.93                           |
| 5     | Маттео Ріццо                 | Італія          | 241.21 | 4                | 85.68            | 6                                | 155.53                           |
| 6     | Денис Васильєв               | Латвія          | 239.70 | 12               | 77.82            | 4                                | 161.88                           |
| 7     | Михайло Селевко              | Естонія         | 239.00 | 6                | 84.85            | 7                                | 154.15                           |
| 8     | Даніель Грассль              | Італія          | 237.74 | 10               | 78.15            | 5                                | 159.59                           |
| 9     | Олександр Селевко            | Естонія         | 230.91 | 7                | 84.65            | 11                               | 146.26                           |
| 10    | Володимир Самойлов           | Польща          | 229.67 | 3                | 85.98            | 13                               | 143.69                           |
| 11    | Андреас Нордебек             | Швеція          | 227.11 | 9                | 79.02            | 9                                | 148.09                           |
| 12    | Адам Хаґара                  | Словаччина      | 224.14 | 13               | 77.06            | 10                               | 147.08                           |
| 13    | Лев Вінокур                  | Ізраїль         | 221.04 | 14               | 76.35            | 12                               | 144.69                           |
| 14    | Федір Куліш                  | Латвія          | 214.33 | 15               | 74.48            | 14                               | 139.85                           |
| 15    | Володимир Литвинцев          | Азербайджан     | 208.83 | 11               | 77.86            | 16                               | 130.97                           |
| 16    | Іван Шмуратко                | Україна         | 201.89 | 17               | 71.53            | 17                               | 130.36                           |
| 17    | Семен Данилянц               | Вірменія        | 197.97 | 19               | 69.26            | 18                               | 128.71                           |
| 18    | Корнел Вітковскі             | Польща          | 197.14 | 23               | 65.21            | 15                               | 131.93                           |
| 19    | Томас-Ловренс Гуаріно Сабате | Іспанія         | 190.23 | 21               | 67.66            | 19                               | 122.57                           |
| 20    | Едвард Епплебі               | Велика Британія | 187.84 | 16               | 72.45            | 21                               | 115.39                           |
| 21    | Олександр Власенко           | Угорщина        | 185.52 | 22               | 67.25            | 20                               | 118.27                           |
| 22    | Кевін Аймо                   | Франція         | 183.84 | 18               | 70.68            | 22                               | 113.16                           |
| 23    | Георгій Рештенко             | Чехія           | 175.23 | 20               | 68.05            | 24                               | 107.18                           |
| 24    | Валттер Віртанен             | Фінляндія       | 174.83 | 24               | 65.18            | 23                               | 109.65                           |
| 25    | Девід Левтон Брейн           | Монако          | 63.81  | 25               | 63.81            | Не пройшли до довільної програми | Не пройшли до довільної програми |
| 26    | Моріс Зандрон                | Австрія         | 63.79  | 26               | 63.79            | Не пройшли до довільної програми | Не пройшли до довільної програми |
| 27    | Микита Старостін             | Німеччина       | 63.54  | 27               | 63.54            | Не пройшли до довільної програми | Не пройшли до довільної програми |
| 28    | Давид Седей                  | Словенія        | 59.46  | 28               | 59.46            | Не пройшли до довільної програми | Не пройшли до довільної програми |
| 29    | Алп Ерен Озкан               | Туреччина       | 59.22  | 29               | 59.22            | Не пройшли до довільної програми | Не пройшли до довільної програми |
| 30    | Олександр Златков            | Болгарія        | 58.61  | 30               | 58.61            | Не пройшли до довільної програми | Не пройшли до довільної програми |
| 31    | Пилип Щерба                  | Чехія           | 58.30  | 31               | 58.30            | Не пройшли до довільної програми | Не пройшли до довільної програми |
| 32    | Ноа Боденштейн               | Швейцарія       | 53.75  | 32               | 53.75            | Не пройшли до довільної програми | Не пройшли до довільної програми |
| 33    | Деніель Корабельник          | Литва           | 53.02  | 33               | 53.02            | Не пройшли до довільної програми | Не пройшли до довільної програми |
| 34    | Ярі Кесслер                  | Хорватія        | 50.83  | 34               | 50.83            | Не пройшли до довільної програми | Не пройшли до довільної програми |

### Жіноче одиночне катання
| Місце | Фігуристка           | Країна          | Бали   | Коротка програма | Коротка програма | Довільна програма                | Довільна програма                |
| ----- | -------------------- | --------------- | ------ | ---------------- | ---------------- | -------------------------------- | -------------------------------- |
| 1     | Ніна Петрикіна       | Естонія         | 208.18 | 2                | 68.94            | 1                                | 139.24                           |
| 2     | Анастасія Губанова   | Грузія          | 198.61 | 1                | 68.99            | 2                                | 129.62                           |
| 3     | Ніна Пінзарроне      | Бельгія         | 191.44 | 4                | 66.80            | 3                                | 124.64                           |
| 4     | Кіммі Репонд         | Швейцарія       | 186.64 | 3                | 68.68            | 5                                | 117.96                           |
| 5     | Анна Пеццетта        | Італія          | 186.19 | 6                | 62.73            | 4                                | 123.46                           |
| 6     | Лара Накі Гутманн    | Італія          | 181.51 | 5                | 63.79            | 6                                | 117.72                           |
| 7     | Джулія Савтер        | Румунія         | 172.64 | 8                | 61.96            | 10                               | 110.68                           |
| 8     | Катерина Куракова    | Польща          | 169.01 | 9                | 58.70            | 11                               | 110.31                           |
| 9     | Крістен Споурс       | Велика Британія | 168.21 | 10               | 57.39            | 9                                | 110.82                           |
| 10    | Лорін Шильд          | Франція         | 168.21 | 7                | 62.47            | 13                               | 105.74                           |
| 11    | Леа Серна            | Франція         | 163.70 | 17               | 50.33            | 7                                | 113.37                           |
| 12    | Міа Ріса Гомес       | Норвегія        | 161.71 | 16               | 50.72            | 8                                | 110.99                           |
| 13    | Марія Сенюк          | Ізраїль         | 159.33 | 13               | 53.86            | 14                               | 105.47                           |
| 14    | Александра Фейгін    | Болгарія        | 159.26 | 14               | 53.32            | 12                               | 105.94                           |
| 15    | Ліннеа Цедер         | Фінляндія       | 156.01 | 12               | 54.82            | 15                               | 101.19                           |
| 16    | Джейд Говін          | Бельгія         | 154.46 | 11               | 56.19            | 16                               | 98.27                            |
| 17    | Джозефін Тайєгорд    | Швеція          | 149.59 | 15               | 53.04            | 17                               | 96.55                            |
| 18    | Янна Юркінен         | Фінляндія       | 146.18 | 18               | 50.30            | 18                               | 95.88                            |
| 19    | Мікаела Врастакова   | Чехія           | 135.84 | 24               | 47.76            | 19                               | 88.08                            |
| 20    | Ванеса Селмекова     | Словаччина      | 135.44 | 22               | 48.94            | 20                               | 86.50                            |
| 21    | Анастасія Конґа      | Латвія          | 133.77 | 23               | 47.79            | 21                               | 85.98                            |
| 22    | Джулія Ловренчич     | Словенія        | 133.49 | 20               | 49.40            | 22                               | 84.09                            |
| 23    | Стефані Песендорфер  | Австрія         | 128.02 | 21               | 48.95            | 23                               | 79.07                            |
| 24    | Йогайле Аглінскіте   | Литва           | 118.75 | 19               | 50.11            | 24                               | 68.64                            |
| 25    | Антоніна Дубініна    | Сербія          | 44.36  | 25               | 44.36            | Не пройшли до довільної програми | Не пройшли до довільної програми |
| 26    | Нікі Воріес          | Нідерланди      | 42.26  | 26               | 42.26            | Не пройшли до довільної програми | Не пройшли до довільної програми |
| 27    | Анастасія Гожва      | Україна         | 42.21  | 27               | 42.21            | Не пройшли до довільної програми | Не пройшли до довільної програми |
| 28    | Крістіна Ісаєв       | Німеччина       | 40.65  | 28               | 40.65            | Не пройшли до довільної програми | Не пройшли до довільної програми |
| 29    | Катінка Анна Жембері | Угорщина        | 40.59  | 29               | 40.59            | Не пройшли до довільної програми | Не пройшли до довільної програми |
| 30    | Флора Марі Шаллер    | Австрія         | 36.69  | 30               | 36.69            | Не пройшли до довільної програми | Не пройшли до довільної програми |
| 31    | Ана Софія Бешея      | Румунія         | 36.60  | 31               | 36.60            | Не пройшли до довільної програми | Не пройшли до довільної програми |

### Парне катання
| Місце | Пара                                        | Країна          | Бали   | Коротка програма | Коротка програма | Довільна програма                | Довільна програма                |
| ----- | ------------------------------------------- | --------------- | ------ | ---------------- | ---------------- | -------------------------------- | -------------------------------- |
| 1     | Мінерва Фабінне Ґасе / Микита Володін       | Німеччина       | 212.48 | 1                | 71.59            | 1                                | 140.89                           |
| 2     | Сара Конті / Нікколо Мачії                  | Італія          | 206.89 | 2                | 68.52            | 2                                | 138.37                           |
| 3     | Анастасія Метьолкіна / Лука Берулава        | Грузія          | 191.88 | 9                | 57.03            | 3                                | 134.85                           |
| 4     | Марія Павлова / Олексій Святченко           | Угорщина        | 191.44 | 3                | 65.88            | 4                                | 125.56                           |
| 5     | Анастасія Вайпан-Лоу / Лук Діґбі            | Велика Британія | 183.76 | 4                | 64.83            | 6                                | 118.93                           |
| 6     | Ребекка Гіларді / Філіппо Амброзіні         | Італія          | 180.86 | 6                | 60.95            | 5                                | 119.91                           |
| 7     | Юлія Щетиніна / Мішель Возняк               | Польща          | 177.86 | 7                | 60.31            | 7                                | 117.55                           |
| 8     | Анніка Гокке / Роберт Кункел                | Німеччина       | 176.55 | 5                | 62.68            | 8                                | 113.87                           |
| 9     | Каміль Ковалев / Павло Ковалев              | Франція         | 167.63 | 8                | 57.13            | 9                                | 110.50                           |
| 10    | Дарія Данилова / Мішель Циба                | Нідерланди      | 166.84 | 11               | 56.52            | 10                               | 110.32                           |
| 11    | Софія Голіченко / Артем Даренський          | Україна         | 164.95 | 10               | 56.73            | 11                               | 108.22                           |
| 12    | Летиція Роше / Люї Шустер                   | Німеччина       | 158.15 | 12               | 55.18            | 13                               | 102.97                           |
| 13    | Оксана Вуйямоз / Том Бувар                  | Швейцарія       | 157.61 | 13               | 54.62            | 12                               | 102.99                           |
| 14    | Міланія Вяянянен / Філіппо Клерічі          | Фінляндія       | 151.92 | 16               | 51.68            | 14                               | 100.24                           |
| 15    | Ірма Калдара / Ріккардо Магліо              | Італія          | 150.53 | 14               | 53.75            | 15                               | 96.78                            |
| 16    | Софія Шаллер / Лівіо Майр                   | Австрія         | 142.31 | 15               | 52.11            | 16                               | 90.20                            |
| 17    | Грета Крафурд / Джон Крафурд                | Швеція          | 49.14  | 17               | 49.14            | Не пройшли до довільної програми | Не пройшли до довільної програми |
| 18    | Юлія Сільвія Гуннарсдоттір / Мануель Піацца | Ісландія        | 48.58  | 18               | 48.58            | Не пройшли до довільної програми | Не пройшли до довільної програми |

### Танці на льоду
| Місце | Танцюристи                                      | Країна          | Бали                | Ритм-танець         | Ритм-танець         | Довільний танець               | Довільний танець               |
| ----- | ----------------------------------------------- | --------------- | ------------------- | ------------------- | ------------------- | ------------------------------ | ------------------------------ |
| 1     | Шарлен Гіньяр / Марко Фаббрі                    | Італія          | 212.12              | 1                   | 84.23               | 1                              | 127.89                         |
| 2     | Євгенія Лопарьова / Жоффре Бріссо               | Франція         | 206.76              | 2                   | 82.75               | 4                              | 124.01                         |
| 3     | Лайла Фір / Льюїс Гібсон                        | Велика Британія | 206.02              | 3                   | 81.57               | 2                              | 124.45                         |
| 4     | Джулія Турккіла / Маттіас Верслуйс              | Фінляндія       | 205.69              | 4                   | 81.26               | 3                              | 124.43                         |
| 5     | Олівія Смарт / Тім Дік                          | Іспанія         | 198.98              | 7                   | 76.13               | 5                              | 122.85                         |
| 6     | Еллісон Рід / Саулюс Амбрулявічус               | Литва           | 196.66              | 5                   | 78.67               | 7                              | 117.99                         |
| 7     | Юка Оріґара / Юхо Пірінен                       | Фінляндія       | 193.94              | 8                   | 75.70               | 6                              | 118.24                         |
| 8     | Діана Девіс / Гліб Смолкін                      | Грузія          | 190.15              | 10                  | 73.82               | 8                              | 116.33                         |
| 9     | Луїсія Демужо / Тео ле Мерсьє                   | Франція         | 190.01              | 6                   | 76.14               | 10                             | 113.87                         |
| 10    | Наталі Ташлерова / Філіпп Ташлер                | Чехія           | 188.49              | 11                  | 73.44               | 9                              | 115.05                         |
| 11    | Дженніфер Янсе ван Ренсбург / Бенджамін Стеффан | Німеччина       | 186.87              | 9                   | 75.45               | 11                             | 111.42                         |
| 12    | Катерина Мразкова / Даніель Мразек              | Чехія           | 181.67              | 12                  | 70.26               | 12                             | 111.41                         |
| 13    | Фебе Беккер / Джеймс Ернандес                   | Велика Британія | 176.02              | 13                  | 68.13               | 13                             | 107.89                         |
| 14    | Марія Ігнатьєва / Даниїл Семко                  | Угорщина        | 172.80              | 14                  | 67.10               | 14                             | 105.70                         |
| 15    | Вікторія Манні / Карло Ретлісбергер             | Італія          | 169.14              | 16                  | 65.46               | 15                             | 103.68                         |
| 16    | Наташа Лагуг / Арно Кафа                        | Франція         | 167.09              | 15                  | 65.60               | 16                             | 101.49                         |
| 17    | Мілла Руд Рейтан / Микола Майоров               | Швеція          | 162.24              | 17                  | 62.19               | 18                             | 100.05                         |
| 18    | Каролан Сусісс / Шейн Фірус                     | Ірландія        | 161.76              | 19                  | 61.56               | 17                             | 100.20                         |
| 19    | Пауліна Раманаускайте / Дейвідас Кізара         | Литва           | 157.06              | 18                  | 61.56               | 19                             | 95.50                          |
| 20    | Марія Пінчук / Микита Погорєлов                 | Україна         | 155.98              | 20                  | 60.69               | 20                             | 95.29                          |
| 21    | Ангеліна Кудрявцева / Ілля Каранкевич           | Кіпр            | 59.38               | 21                  | 59.38               | Не пройшли до довільного танцю | Не пройшли до довільного танцю |
| 22    | Марія Софія Пучерова / Микита Лисак             | Словаччина      | 56.24               | 22                  | 56.24               | Не пройшли до довільного танцю | Не пройшли до довільного танцю |
| 23    | Джина Зендер / Беда Леон Сібер                  | Швейцарія       | 53.44               | 23                  | 53.44               | Не пройшли до довільного танцю | Не пройшли до довільного танцю |
| 24    | Софія Довгаль / Віктор Кулеша                   | Польща          | 52.52               | 24                  | 52.52               | Не пройшли до довільного танцю | Не пройшли до довільного танцю |
| 25    | Саманта Ріттер / Даніель Брикалов               | Азербайджан     | 51.56               | 25                  | 51.56               | Не пройшли до довільного танцю | Не пройшли до довільного танцю |
| 26    | Емілія Моніка Зіобровська / Шайло Дуглас Джадд  | Румунія         | 49.37               | 26                  | 49.37               | Не пройшли до довільного танцю | Не пройшли до довільного танцю |
| 27    | Катаріна Дель Камп / Берк Акалін                | Туреччина       | 48.92               | 27                  | 48.92               | Не пройшли до довільного танцю | Не пройшли до довільного танцю |
| 28    | Ханна Якус / Алессіо Галлі                      | Нідерланди      | 48.76               | 28                  | 48.76               | Не пройшли до довільного танцю | Не пройшли до довільного танцю |
| 29    | Христина Добросердова / Алессандро Пеллегріні   | Вірменія        | 48.30               | 29                  | 48.30               | Не пройшли до довільного танцю | Не пройшли до довільного танцю |
| —     | Елізабет Ткаченко / Олексій Кіляков             | Ізраїль         | Знялися зі змагання | Знялися зі змагання | Знялися зі змагання | Знялися зі змагання            | Знялися зі змагання            |